# En Hod
En Hod (hebr. עין הוד) – wieś położona w Samorządzie Regionu Chof ha-Karmel, w dystrykcie Hajfa, w Izraelu.

## Położenie
Wieś En Hod leży w południowej części masywu Góry Karmel, w otoczeniu kibucu En Karmel, moszawów Megadim i Nir Ecjon, wioski komunalnej Atlit i wioski arabskiej Ajn Haud.

## Historia
Pierwotnie znajdował się tutaj pochodzący z XII wieku zamek krzyżowców. Podczas muzułmańskiego podboju Palestyny zamek został zniszczony, a w jego otoczeniu powstała arabska wioska Ajn Haud. Została nazwana na cześć kurdyjskiego dowódcy Abu al-Hija, który w XII wieku wziął udział w podboju Palestyny przez wojska Saladyna.

Marcel Janco (1895-1984)

Jej mieszkańcy zostali wygnani podczas wojny o niepodległość 16 lipca 1948. Po zakończeniu wojny, 35 członków arabskiej rodziny Abu al-Hija po zwolnieniu z izraelskiego obozu jenieckiego powróciło na swoją ziemię. Założyli oni nową wieś Ajn Haud, położoną około 2 km od swojego dawnego miejsca położenia.
W lipcu 1949 grupa żydowskich imigrantów z Tunezji i Algierii założyła moszaw. Jego nazwa nawiązywała do dawnej arabskiej wioski Ein Hawd. Po krótkim okresie działalności, w 1951 moszaw został porzucony.
Ponowne zasiedlenie nastąpiło w 1953. Ein Hod stała się kolonią artystów. Pomysłodawcą projektu był pochodzący z Rumunii malarz Marcel Janco (1895-1984), który był znanym artystą ruchu dadaizmu. Powstrzymał on izraelskie siły bezpieczeństwa przed zniszczeniem opuszczonej wioski, a następnie przekonał rząd do wydania zezwolenia na utworzenie w tym miejscu kolonii artystów.
W październiku 1998 okoliczne lasy zostały zniszczone przez olbrzymi pożar, który zniszczył także część domów w tutejszych trzech osadach. Ewakuowano wówczas ich mieszkańców. Obecnie trwają prace przy ponownym zalesianiu tych wzgórz.

## Kultura
W 1983 roku w wiosce otworzono Muzeum Janco-Dada, które prezentuje prace założyciela wioski Marcela Janco. Są tu także przedstawione liczne eksponaty prezentujące historię ruchu Dadaizmu. W Ein Hod jest także Muzeum Nisco Mechanicznych Instrumentów, które jest jedynym muzeum w Izraelu poświęconym zabytkowym instrumentom muzycznym. Kolekcja, gromadzona przez czterdzieści lat przez Nisana Cohena, obejmuje pozytywki, liry korbowe, organy, pianina, fortepiany, gramofony i inne instrumenty. Dodatkowo w wiosce znajduje się kilka galerii sztuki oraz warsztaty i studia artystyczne. Dom Gertrudy Kraus sponsoruje wydawanie dwutygodnika poświęconego muzyce kameralnej. W okresie wakacji letnich, w tutejszym amfiteatrze odbywają się koncerty muzyki popularnej i jazzu.

### Nagrody Izraela
Dziesięciu mieszkańców wioski otrzymało Nagrodę Izraela (hebr. פרס ישראל; ang. Israel Prize):
- Zahara Schatz, malarstwo i rzeźbiarstwo (1955)
- Marcel Janco, malarstwo (1967)
- Gertrud Kraus, taniec (1968)
- Simon Halkin, literatura (1975)
- Chaim Chefer, pieśni hebrajskie (1983)
- Natan Zach, poezja (1995)
- Aryeh Navon, teatr i sztuka (1996)
- Michael Gross, malarstwo i rzeźbiarstwo (2000)
- Gavri Banai, teatr (2000)
- Gila Almagor, aktorstwo (2004)

## Gospodarka
Gospodarka wioski opiera się na działalności artystycznej i turystyce.

## Transport
Wzdłuż północnej granicy wioski przebiega droga nr 7111, którą jadąc na zachód dojeżdża się do drogi ekspresowej nr 4, lub jadąc na wschód dojeżdża się do moszawu Nir Ecjon.